# Wacław Husarski

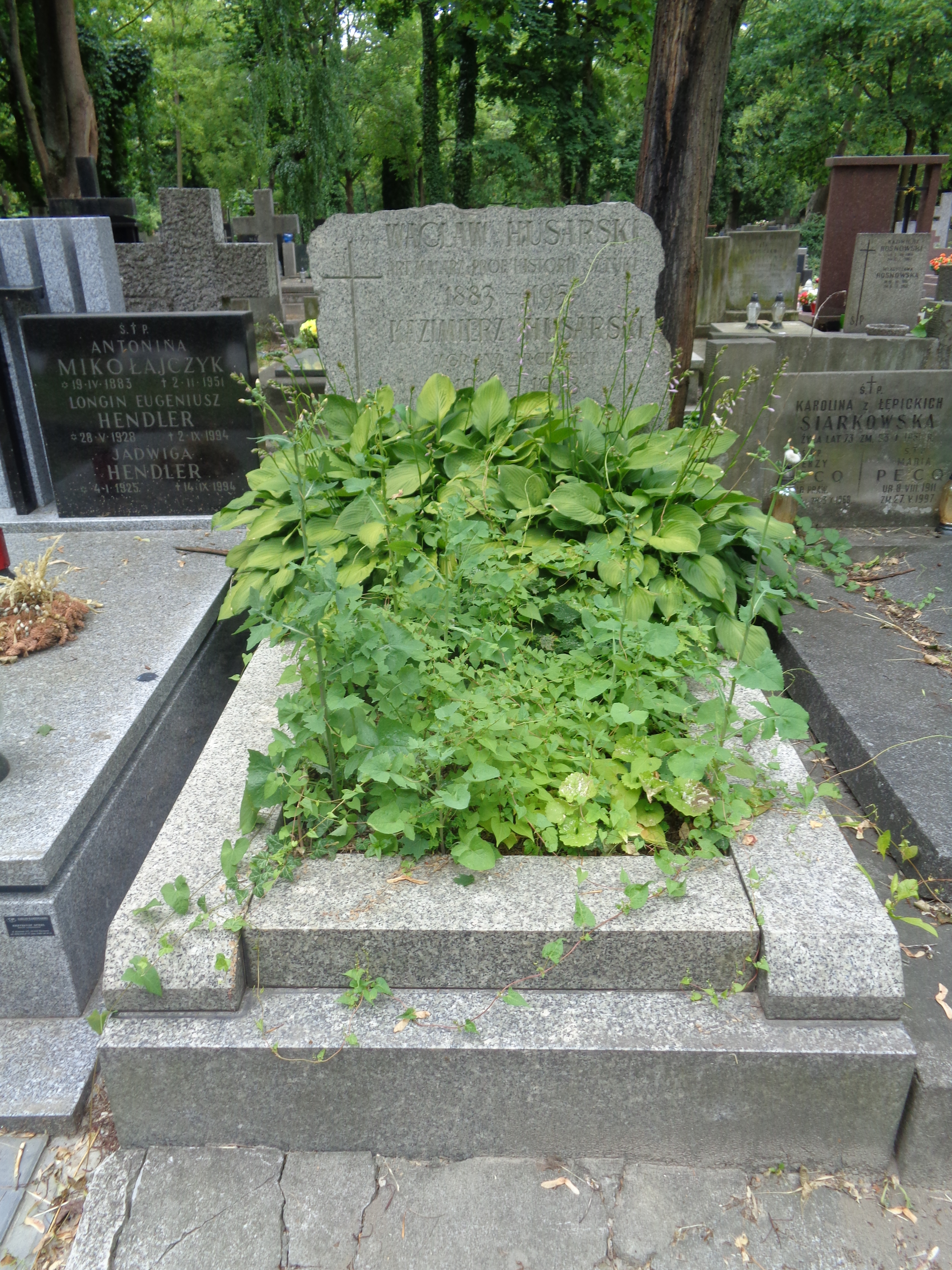
Grób Wacława Husarskiego na warszawskich Powązkach

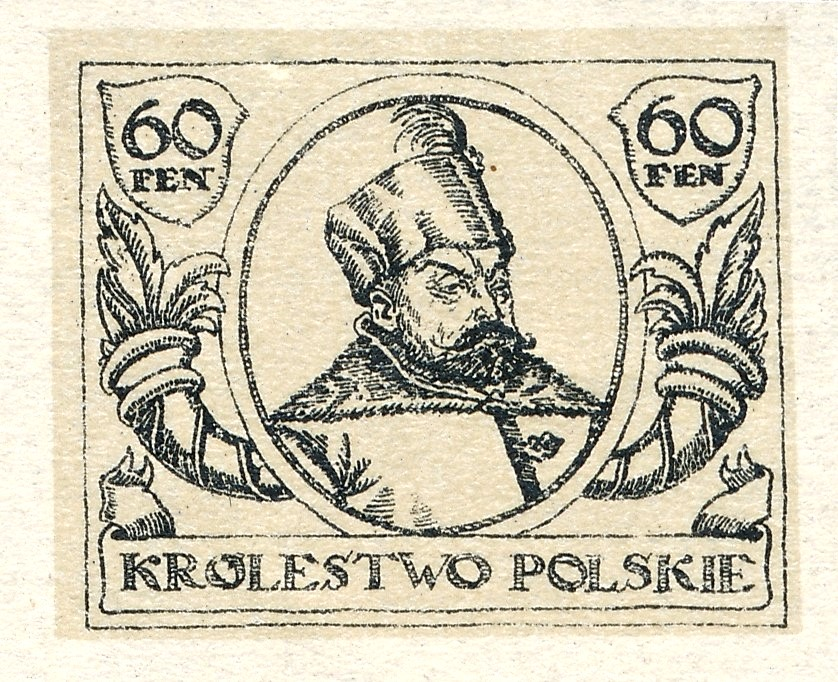
Projekt znaczka pocztowego autorstwa Wacława Husarskiego i Józefa Toma, 1918

Wacław Teofil Husarski (ur. 20 listopada 1883 w Warszawie, zm. 27 stycznia 1951 w Sokołowsku) – polski konserwator zabytków, historyk sztuki, krytyk artystyczny, malarz.

## Życiorys
Uczył się w Gimnazjum Wojciecha Górskiego w Warszawie oraz szkole realnej w Łowiczu. Studia odbywał z przerwami w Paryżu w Académie Julian, Akademii Colarossiego, Instytucie Nauk Politycznych oraz na Sorbonie w latach 1902–1906. Po powrocie do kraju rozpoczął działalność malarską. W latach 1908–1910 odbył podróże artystyczne do Włoch i Francji. Od 1912 należał do Towarzystwa Opieki nad Zabytkami Przeszłości (TOnZP), udzielając się w sekcji konserwatorskiej. W następnym roku debiutował w miesięczniku „Sztuka” jako krytyk.
W czasie I wojny światowe wykładał historię sztuki na Uniwersytecie Ludowym w Warszawie i równocześnie prowadził dział krytyki literackiej w dzienniku „Głos Stolicy” oraz miesięczniku „Sfinks”. W latach 1919–1921 pracował w Siedlcach jako państwowy konserwator zabytków. Od 1924 należał do Stowarzyszenia Artystów „Rytm”. Oprócz obrazów wystawiał projekty ceramiki oraz haftu.
W połowie lat 20. XX w. zaprzestał twórczości artystycznej i poświęcił się krytyce literackiej oraz historii sztuki. W latach 1924–1935 był redaktorem artystycznym oraz autorem artykułów w „Tygodniku Ilustrowanym”. Publikował teksty, m.in. recenzje, w takich czasopismach jak „Wiadomości Literackie”, „Czas”, „Wiek XX”, „Pani”, „Południe”, „Sztuki Piękne”, „Przegląd Współczesny”, „Świat Książki” i „Pologne litteraire”.
W 1932 uzyskał habilitację w warszawskiej Wolnej Wszechnicy Polskiej w zakresie historii sztuki. Od 1935 wykładał ten przedmiot w Państwowym Instytucie Nauczycielskim. W latach 1945–1949 był profesorem historii sztuki na Uniwersytecie Łódzkim. W 1935 został członkiem PEN Clubu. W latach 1945–1946 pełnił funkcję wojewódzkiego konserwatora zabytków w Łodzi.
Ostatnie lata życia spędził w sanatorium w Sokołowsku pod Wałbrzychem, lecząc ciężką chorobę płuc. Zmarł tam 27 stycznia 1951.

## Twórczość
Jego działalność artystyczna obejmowała również projektowanie i wykonawstwo ekslibrisów. Tworzył je w technice akwaforty, rysunku i cynkotypii kreskowej.
Jako krytyk i historyk zajmował się problematyką stylu w XIX w. (Le style romantique, Paryż 1931) oraz sztuki polskiej, głównie nowożytnej i nowoczesnej, ukazując jej wkład w sztukę europejską. Publikował m.in. prace popularnonaukowe z zakresu sztuki.

### Publikacje
- Malarstwo nowoczesne, 1925
- Kościół farny w Kazimierzu Dolnym, 1924
- Velazquez-Ribera-Murillo, 1925
- Francisco Goya y Lucientes, 1925
- Karykatura w Polsce, 1926
- Portreciści angielscy, 1927
- Le style romantique, 1931
- Attyka polska i jej wpływy na kraje sąsiednie, 1936
- Nowoczesne malarstwo francuskie, 1937
- Malarstwo włoskie • Odrodzenie, 1939
- Józef Brandt, 1949
- Kazimierz Dolny, 1953 – wyd. pośmiertnie, opracowanie dorobku życiowego

### Przekłady
- Ernst Flemming, Tkanina – ornamenty i wzory, używane na tkaninach od czasów starożytnych do początków w. XIX-go, 1928
- Jean-Jacques Rousseau, Emil, czyli o wychowaniu, wyd. Naukowe Towarzystwo Pedagogiczne, 1930[6]